# Eccellenza Campania 2001-2002
Il campionato italiano di calcio di Eccellenza regionale 2001-2002 è stato l'undicesimo organizzato in Italia. Rappresenta il sesto livello del calcio italiano.
Questo è il campionato regionale della regione Campania.

## Formula
Anche per la stagione 2001-2002 il campionato regionale campano di Eccellenza si è disputato in due gironi; di particolare livello agonistico si è dimostrato il girone A, dominato dall'Internapoli, erede del fallito Savoia che solo nel 2000 militava in serie B; non ha demeritato nemmeno il Pomigliano che arresosi solo all'Internapoli, ha ottenuto l'accesso alla serie D grazie ai play off nazionali; a completare il trio delle big del girone, al terzo posto si è piazzata la Boys Caivanese che ha invece sfruttato la vittoria in coppa Italia Dilettanti per raggiungere la promozione; il girone B ha visto invece la risalita dell'Ariano Irpino dopo quindici anni di assenza dal massimo campionato dilettanti.

## Girone A

### Squadre partecipanti
| Club                               | Città (provincia)          | Stadio | Stagione precedente |
| ---------------------------------- | -------------------------- | ------ | ------------------- |
| Barrese Ester                      | Napoli                     |        |                     |
| U.S. Boys Caivanese Acer           | Caivano (NA)               |        |                     |
| S.C. Camaldoli                     | Napoli                     |        |                     |
| Capri Isola Azzurra                | Capri (NA)                 |        |                     |
| S.S.C. Capua                       | Capua (CE)                 |        |                     |
| Polisportiva El Brazil Flegrea     | Bacoli (NA)                |        |                     |
| A.C. Ercolano 1924                 | Ercolano (NA)              |        |                     |
| A.S. Giovani Recale                | Recale (CE)                |        |                     |
| F.C. Intersavoia                   | Torre Annunziata (NA)      |        |                     |
| A.C. Ischia                        | Ischia (NA)                |        |                     |
| G.S. Pomigliano Est                | Pomigliano d'Arco (NA)     |        |                     |
| Portici                            | Portici (NA)               |        |                     |
| Polisportiva San Giorgio a Cremano | San Giorgio a Cremano (NA) |        |                     |
| U.S. San Prisco                    | San Prisco (CE)            |        |                     |
| A.S. Virtus Baia                   | Bacoli (NA)                |        |                     |
| S.C. Virtus Volla P.P.             | Volla (NA)                 |        |                     |

### Classifica finale

Una formazione dell'Intersavoia, vincitrice del girone A

|  | Pos. | Squadra               | Pt | G  | V  | N  | P  | GF | GS | DR  |
|  | ---- | --------------------- | -- | -- | -- | -- | -- | -- | -- | --- |
|  | 1.   | Intersavoia           | 74 | 30 | 22 | 8  | 0  | 53 | 10 | +43 |
|  | 2.   | Pomigliano Est        | 67 | 30 | 20 | 7  | 3  | 48 | 14 | +34 |
|  | 3.   | Boys Caivanese        | 55 | 30 | 15 | 10 | 5  | 47 | 28 | +19 |
|  | 4.   | Ercolanese            | 54 | 30 | 15 | 9  | 6  | 43 | 21 | +22 |
|  | 5.   | Ischia                | 50 | 30 | 14 | 8  | 8  | 47 | 16 | +31 |
|  | 6.   | Barrese Ester         | 41 | 30 | 10 | 11 | 9  | 23 | 22 | +1  |
|  | 7.   | Camaldoli             | 36 | 30 | 8  | 12 | 10 | 26 | 29 | -3  |
|  | 8.   | El Brazil Flegrea     | 34 | 30 | 8  | 10 | 12 | 32 | 43 | -11 |
|  | 9.   | Virtus Volla P.P.     | 33 | 30 | 8  | 9  | 13 | 27 | 37 | -10 |
|  | 10.  | Capua                 | 32 | 30 | 7  | 11 | 12 | 34 | 42 | -8  |
|  | 11.  | Giovani Recale        | 32 | 30 | 8  | 8  | 14 | 25 | 41 | -16 |
|  | 12.  | Portici               | 30 | 30 | 8  | 6  | 16 | 31 | 41 | -10 |
|  | 13.  | Capri Isola Azzurra   | 29 | 30 | 7  | 8  | 15 | 28 | 41 | -13 |
|  | 14.  | San Giorgio a Cremano | 29 | 30 | 7  | 8  | 15 | 24 | 40 | -16 |
|  | 15.  | Virtus Baia           | 28 | 30 | 7  | 7  | 16 | 16 | 47 | -31 |
|  | 16.  | San Prisco            | 28 | 30 | 8  | 4  | 18 | 21 | 53 | -32 |

## Girone B

### Squadre partecipanti
| Club                     | Città (provincia)           | Stadio | Stagione precedente |
| ------------------------ | --------------------------- | ------ | ------------------- |
| A.C. Altavilla Silentina | Altavilla Silentina (SA)    |        |                     |
| Ariano Irpino            | Ariano Irpino (AV)          |        |                     |
| A.S. Bertoni Calcio      | Battipaglia (SA)            |        |                     |
| S.S. Eclanese            | Mirabella Eclano (AV)       |        |                     |
| U.S. Giffonese           | Giffoni Valle Piana (SA)    |        |                     |
| S.S.C. Gragnano          | Gragnano (NA)               |        |                     |
| Polisportiva Mons Taurus | Montoro Inferiore (AV)      |        |                     |
| U.S. Pollese             | Polla (SA)                  |        |                     |
| F.C. Riop Sangiuseppese  | San Giuseppe Vesuviano (NA) |        |                     |
| A.S. San Marzano Calcio  | San Marzano sul Sarno (SA)  |        |                     |
| San Vito Positano        | Positano (SA)               |        |                     |
| Saviano                  | Saviano (NA)                |        |                     |
| Scafatese                | Scafati (SA)                |        |                     |
| A.C. Solofra Produce     | Solofra (AV)                |        |                     |
| S.C. Spigolatrice        | Sapri (SA)                  |        |                     |
| Polisportiva Teoreo      | Montoro Inferiore (AV)      |        |                     |

### Classifica finale
|  | Pos. | Squadra                  | Pt | G  | V  | N  | P  | GF | GS | DR  |
|  | ---- | ------------------------ | -- | -- | -- | -- | -- | -- | -- | --- |
|  | 1.   | Ariano Irpino            | 75 | 30 | 24 | 3  | 3  | 63 | 16 | +47 |
|  | 2.   | A.C. Solofra Produce     | 69 | 30 | 20 | 9  | 1  | 55 | 11 | +44 |
|  | 3.   | S.C. Spigolatrice        | 62 | 30 | 20 | 4  | 6  | 69 | 25 | +44 |
|  | 4.   | Gragnano                 | 58 | 30 | 17 | 7  | 6  | 51 | 26 | +25 |
|  | 5.   | F.C. Riop Sangiuseppese  | 51 | 30 | 16 | 5  | 9  | 59 | 43 | +16 |
|  | 6.   | U.S. Giffonese           | 48 | 30 | 13 | 9  | 8  | 38 | 31 | +7  |
|  | 7.   | S.S. Eclanese            | 43 | 30 | 11 | 10 | 9  | 32 | 38 | -6  |
|  | 8.   | Saviano                  | 42 | 30 | 12 | 6  | 12 | 42 | 42 | 0   |
|  | 9.   | Scafatese                | 40 | 30 | 10 | 10 | 10 | 34 | 38 | -4  |
|  | 10.  | A.C. Altavilla Silentina | 35 | 30 | 10 | 5  | 15 | 32 | 38 | -6  |
|  | 11.  | A.C. Teoreo              | 28 | 30 | 7  | 7  | 16 | 24 | 41 | -17 |
|  | 12.  | Polisportiva Mons Taurus | 28 | 30 | 6  | 10 | 14 | 26 | 43 | -17 |
|  | 13.  | A.S. San Marzano Calcio  | 27 | 30 | 6  | 9  | 15 | 28 | 40 | -12 |
|  | 14.  | U.S. Pollese             | 22 | 30 | 6  | 4  | 20 | 27 | 54 | -27 |
|  | 15.  | San Vito Positano        | 20 | 30 | 6  | 2  | 22 | 17 | 63 | -46 |
|  | 16.  | A.S. Bertoni Calcio      | 15 | 30 | 3  | 6  | 21 | 15 | 63 | -48 |